# Filip Dobrošević
Filip Dobrošević (Donje Selo, 9. srpnja 1930. – Split, 12. siječnja 2021.) bio je prvi stručno osposobljen konzervator restaurator zaposlen u 1954. otvorenoj splitskoj konzervatorsko restauratorskoj radionici u sklopu Konzervatorskog zavoda za Dalmaciju u Splitu. Završio je kiparski odjel Škole za primijenjenu umjetnost u Splitu 1953. godine. Za ovaj ga je posao osobno odabrao inicijator osnivanja radionice povjesničar umjetnosti i konzervator Cvito Fisković. Filip Dobroševic rođen je 9. srpnja 1930. godine u Donjem selu na otoku Šolti. Temeljnu stručnu izobrazbu stekao je u Restauratorskom zavodu JAZU u Zagrebu, te se stručno usavršavao u Beogradu. Od 60-tih godina prošlog stoljeća pa do svog umirovljenja 1992. bio je voditelj splitske konzervatorsko restauratorske radionice, uz napomenu da su u spomenutoj radionici do 1978. sudeći po jednom dokumentu Muzejskog dokumentacijskog centra iz tog vremena, radili isključivo preparatori odnosno osobe sa srednjom stručnom spremom.